# Dude Comics
Dude Comics fue una editorial independiente española, ubicada en Avilés (Asturias) y especializada en la edición de cómics, que Jorge Iván Argiz y Andrea Parissi fundaron en 1998. Garantizada su continuidad con los superventas estadounidenses Bone y Strangers in Paradise, se arriesgó en la difusión de autores autóctonos, en una época de crisis en que estos tenían pocas posibilidades de publicar.

## Características
Dude Comics, cuyo nombre significa colega en inglés, fue una editorial modesta, dirigida por dos aficionados al medio, lo cual se traslucía en las siguientes características:
- Interrelación con el comprador.
- Dedicación al medio (el propio Parissi rotulaba los cómics).
- Calidad final a un precio ajustado.[2]

## Trayectoria
El nacimiento de Dude Comics se vincula a las Jornadas Internacionales del Cómic Villa de Avilés. Tras conseguir los derechos de series independientes estadounidenses Bone de Jeff Smith y Strangers in Paradise de Terry Moore, Argiz y Parissi se aventuraron con la colección Célula, dedicada a comic-books de factura autóctona, como Templarios de Eduardo Alpuente/Nacho Fernández.  
En 1999, lanzó las colecciones Dude Gold, cuyo primer número fue Carmilla. Nuestra Señora de los vampiros de Roy Thomas/Isaac M. Del Rivero/Rafael Fonteriz, y retomó la publicación teórica "Dentro de la Viñeta", ahora como revista. 
En 2000 lanzó la colección La huella futura, centrada en historietas costumbristas, que no tuvo éxito comercial, a pesar de la calidad de obras como Haciendo café de Quim Bou. Gracias a la subvención del Principado de Asturias, publicó en bable El magu Xuan Tizón de Isaac M. del Rivero.
En 2001 inauguró la línea 2000 AD, con obras primerizas para dicha revista británica de los entonces populares Alan Moore (D.R. & Quinch, Skizz y Twisted Times) y Grant Morrison (Zenith).
Cerró en 2006.

## Obra
| Años            | Título                                   | Guionista                         | Dibujante                            | Números | Tipo              |
| --------------- | ---------------------------------------- | --------------------------------- | ------------------------------------ | ------- | ----------------- |
| 1998 - 2006     | Bone                                     | Jeff Smith                        | Jeff Smith                           | 46      | Comic book        |
| 10/1998-08/2001 | Strangers in Paradise                    | Terry Moore                       | Terry Moore                          | 16      | Comic book        |
| 10/1998         | Templarios                               | Eduardo Alpuente, Nacho Fernández | Nacho Fernández                      | 3       | Comic book        |
| 1999            | Creatures                                | Xavi Marturet                     | Paco Díaz                            | 4       | Comic book        |
| 05/1999-11/2004 | Crónicas de Mesene                       | Roke González                     | VV. AA.                              | 21      | Comic book        |
| 1999            | Carmilla. Nuestra Señora de los vampiros | Roy Thomas                        | Isaac M. Del Rivero, Rafael Fonteriz | 1       | Formato prestigio |
| 2000-2001       | Corazón negro                            | Quim Bou                          | Quim Bou                             | 4       | Comic book        |
| 2002            | Oro Rojo                                 | Quim Bou                          | Quim Bou                             | 5       | Comic book        |
| 2001            | Quintín Lerroux                          | Pablo Velarde                     | Pablo Velarde                        | 2       | Formato prestigio |